# Talegallatyúk

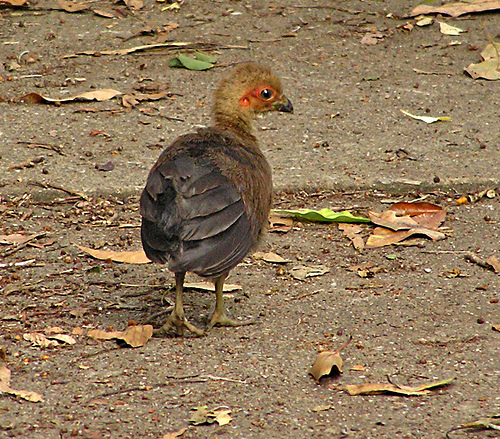
Talegallatyúk csibe

A talegallatyúk (Alectura lathami) a madarak osztályának tyúkalakúak (Galliformes) rendjébe és az ásótyúkfélék (Megapodiidae) családjába tartozó Alectura nem egyetlen faja.
Sajátos költésmódjáról először Antonio Pigafetta számolt be, de az annyira valószínűtlennek tűnt, hogy nem hitték el neki (ebben közrejátszott Pigafettának az a hibája is, hogy valamit félreértve azt állította, hogy ezek a madarak önmaguknál nagyobb tojásokat tojnak). Ezért aztán az első telepesek azt hitték, hogy a költőhalmok valamiféle sírok vagy játékvárak, amiket a bennszülött asszonyok emeltek gyermekeiknek. Ez a meggyőződésük olyan erős volt, hogy csak 1840-ben ásott fel egy természetbúvár (John Gilbert) egy ilyen halmot – meg is találta benne a tojásokat.

## Származása, elterjedése
Ausztrália északkeleti és keleti részének esőerdejeiben és nedves éghajlatú erdejeiben él.

## Alfajai
- Alectura lathami lathami – Ausztrália keleti része, Queenslandtől délre egészen Sydneyig.
- Alectura lathami purpureicollis – York-félsziget északi része

## Megjelenése
Testhossza 70 centiméterig, tömege 1600 grammig. Nyaka és feje vörös és csupasz. Tollazata fekete rejtőszínű. A tojó kisebb, mint a hím, a nyakán levő lebernyeg sem annyira feltűnő.
Tojásai feltűnően nagyok; a nagyobbak tömege elérheti a 185 grammot.

## Életmódja
Erős lábával az avarban kapargatva keresgél rovarokat és lárvákat, de megeszi a gyümölcsöket és a magvakat is.

## Szaporodása
A kakas 3-4 méter széles, 1 méter magas költőhalmot épít élőhelyétől függő anyagokból, leginkább növényekből vagy homokból – amíg a dombot építi, a feje élénkvörös, a nyakáról lelógó bőrlebernyegek rikító sárgák. A növényekből rakott halmot a levelek rothadásából felszabaduló hő fűti, a homokdombokat a nap. A hím nyelvével gyakran ellenőrzi a hőmérsékletet, és azt a halom lazításával vagy vastagításával befolyásolja. A tyúkokat eleinte elzavarja: csak akkor mehetnek föl a dombra, mikor a belső hőmérséklet eléri a 33 C°-ot, akkor is csak annyi időre, amíg kikaparnak rajta egy kis gödröt, és beléhelyezik tojásukat. Egy tojó 8 hét alatt egyesével akár 20 (többnyire tíz–tizenhárom) tojást is elhelyezhet a kupacban, aminek belső hőmérsékletére a kakas ezután is kínosan ügyel. A tojások minden más madárétól eltérően, függőlegesen, hegyükkel lefelé állnak.
A költődombban a levegő oxigéntartalma 7–13; széndioxidtartalma 8–13 %. A fiókák mintegy 10 hét (9–12 hét) múlva kelnek ki. A halmot fűtő, rothadó anyagok azonban ennél hamarabb elbomlanak, és a kakasnak gondoskodnia kell utánpótlásukról, ezért a halom anyagát rendszeresen átforgatja, közepébe pedig tölcsért mélyít, hogy összegyűjtse az esővizet. Ennek eredményeként a csibék gyakran 90 cm mélyen kelnek ki, és több óráig tart, amíg a felszínre tornásszák magukat. Ehhez a fiókának először is ki kell rúgnia a tojás oldalát, mert nincs tojásfoga, amivel azt belülről feltörhetné. Teljes tollazattal bújik elő, és két nap múlva már szárnyra is kap.
Mivel a tojó folyamatosan rakja le tojásait, azok kelése nagyon elhúzódhat, így a halom fenntartása 7-8 hónapig helyhez köti a kakast.

## Képek

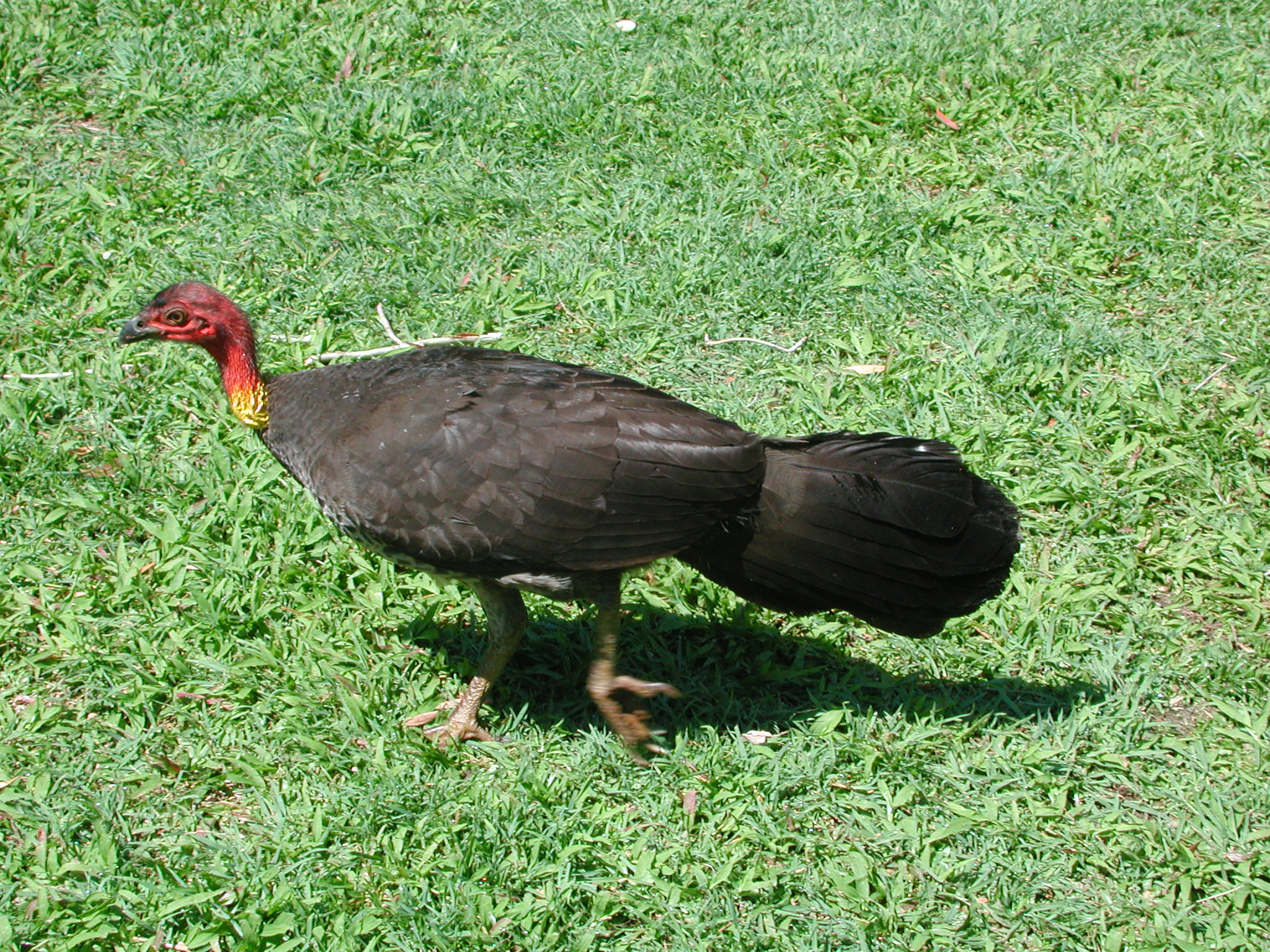
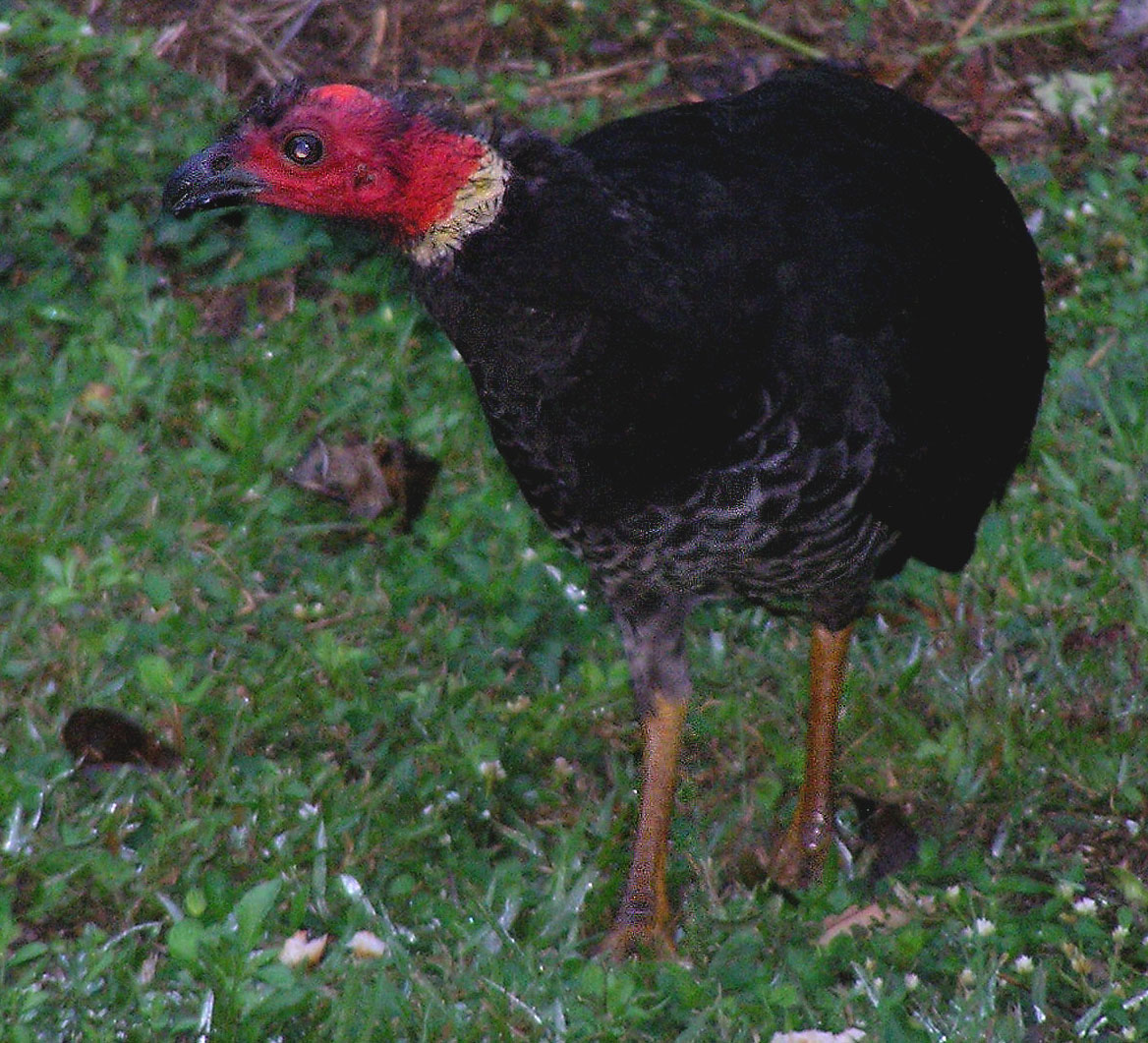
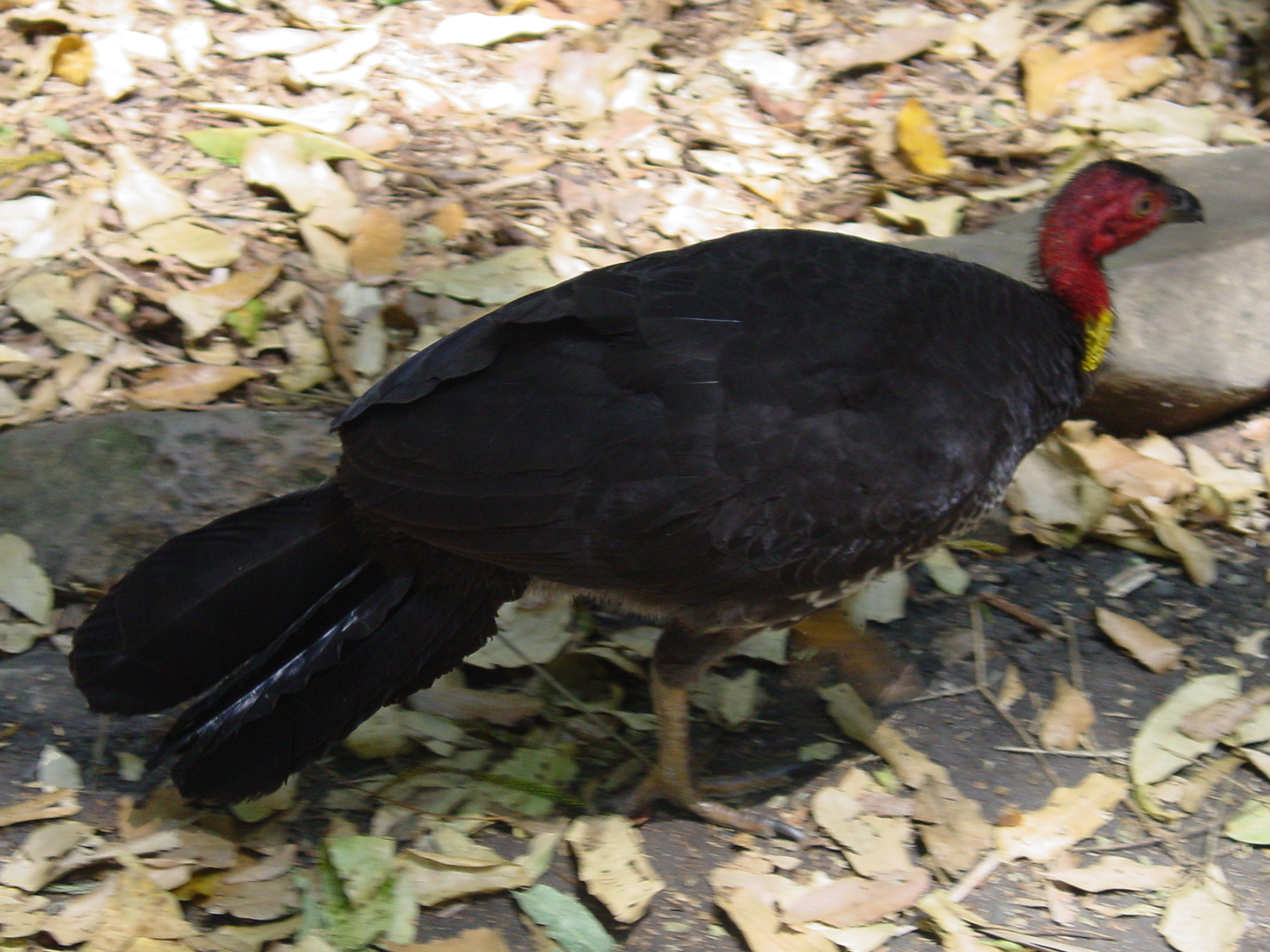
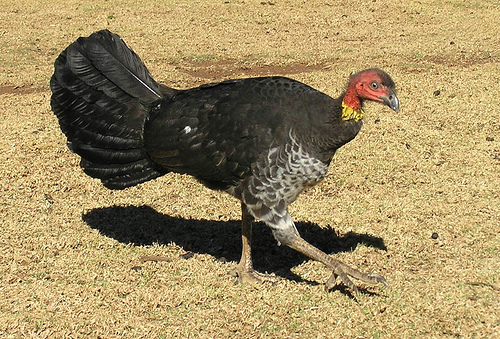
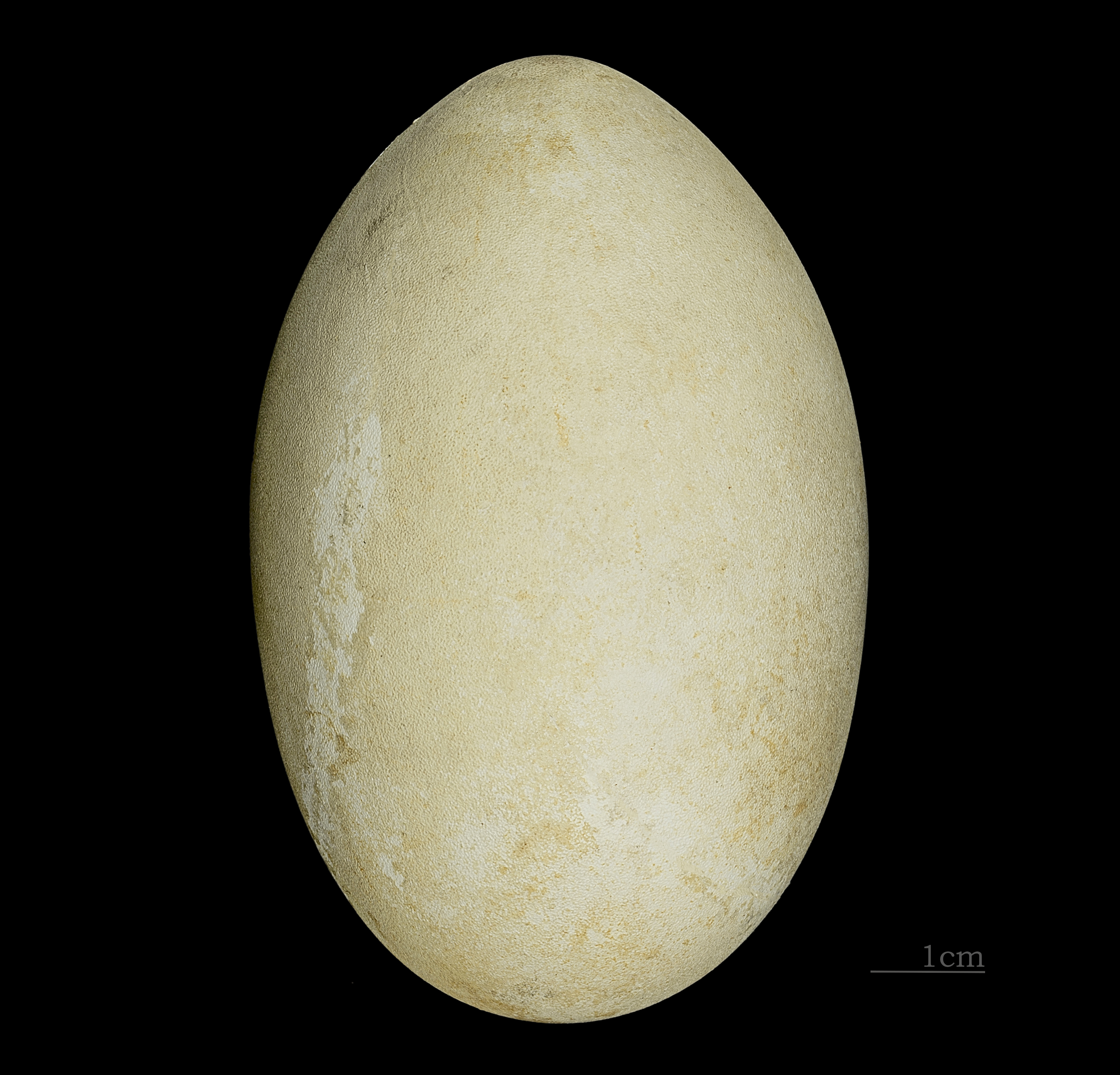

## Felhasználása
Tojásai nagyon ízletesek.